# ZTT Records
La ZTT Records è un'etichetta discografica fondata nel 1983 dal giornalista di New Musical Express Paul Morley, dal produttore discografico Trevor Horn, dal produttore discografico e ingegnere del suono Gary Langan e dalla donna d'affari Jill Sinclair.
Il nome è un acronimo, derivante dalle iniziali del titolo di un'opera di Filippo Tommaso Marinetti: Zang Tumb Tumb.
La ZTT fece un considerevole successo negli anni ottanta, con il compositore Andrew Poppy e gruppi come Propaganda, Art of Noise e Frankie Goes to Hollywood.
Negli anni novanta, la ZTT diventa un'etichetta di successo nel campo dance con artisti quali
Seal e 808 State.
La ZTT Records è di proprietà del gruppo SPZ.

## Artisti

### Anni '80
- Art of Noise
- Propaganda
- Frankie Goes to Hollywood
- Andrew Poppy
- Das Psych-Oh Rangers
- Roy Orbison
- Grace Jones
- Nasty Rox Inc
- Act
- 808 State
- Hoodlum priest
- Anne Pigalle

### Anni '90
- Seal
- Adamski
- Lomax
- Sun Electric
- Afrika Bambaataa & The Soulsonic Force (as one-time UK distributor for Tommy Boy Records)
- Solid State Logic
- Glam Metal Detectives
- Mantra
- Kirsty MacColl
- Tara
- All Saints (come All Saints 1.9.7.5)
- Tom Jones
- The Flood
- Sexus
- The Frames
- Rehab
- Heights of Abraham

### 2000
- Lisa Stansfield